# Hamlet

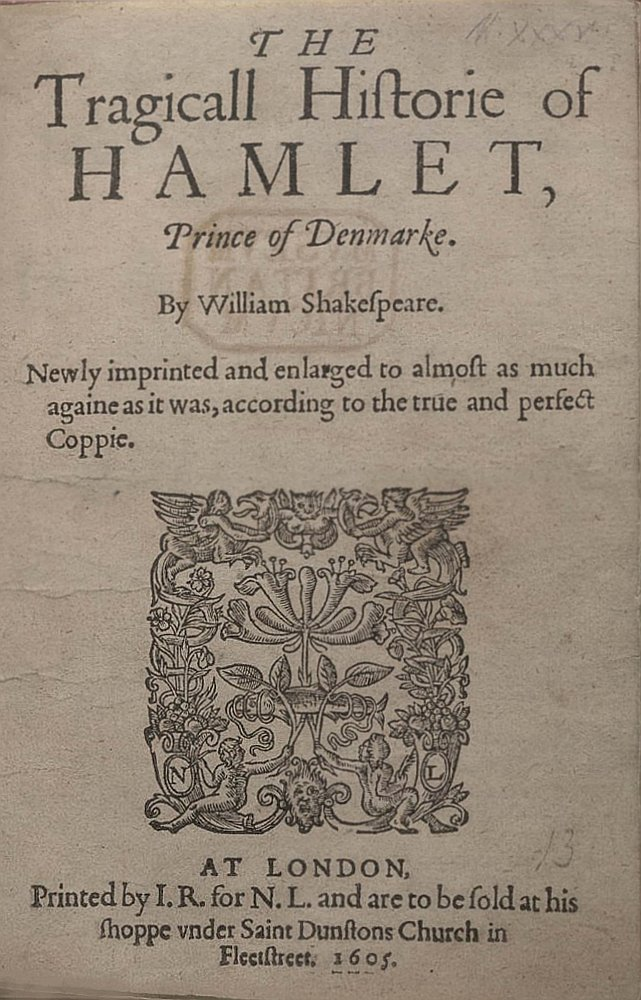

Hamlet (/ˈhæmlɪt/, tên đầy đủ là The Tragedy of Hamlet, Prince of Denmark) là vở bi - hài kịch của nhà văn, nhà soạn kịch người Anh William Shakespeare, có lẽ được sáng tác vào năm 1601. Cốt truyện của tác phẩm có nguồn gốc từ thể loại Saga (truyện dân gian) thời đại Trung cổ. Trên sân khấu Anh thời Phục Hưng đã từng diễn nhiều vở kịch cùng tên của nhiều tác giả. Người ta cho rằng Shakespeare sáng tác Hamlet có thể dựa trên Bi kịch lịch sử của François Belleforest hoặc trên vở kịch nay đã bị thất lạc Hamlet của Thomas Kyd (1558-1594), một vở kịch được gọi tên là Ur-Hamlet với ý nghĩa là vở "Hamlet nguyên bản".

## Nhân vật
- Hamlet – Con trai của vị vua quá cố và cháu trai của vị vua hiện tại - Claudius. Anh đã giả điên để che mắt kẻ thù nhằm thực hiện kế hoạch trả thù cho cha.
- Claudius - Vua Đan Mạch, chú của Hamlet và em trai của Claudius. Ông giành lấy ngai vàng bằng cách giết anh trai mình bằng thuốc độc và sau đó kết hôn với góa phụ của nhà vua quá cố - tức hoàng hậu Gertrude
- Gertrude - Hoàng hậu Đan Mạch và mẹ của Hamlet. Cô kết hôn với em trai của chồng cô là Claudius sau khi hắn giết nhà vua
- Rosencrantz và Guildenstern – cận thần, bạn bè của Hamlet. Họ luôn theo dõi và mật báo cho hoàng hậu về "màn kịch" giả điên của Hamlet.
- Polonius – Cố vấn trưởng của nhà vua, và là một nịnh thần
- Ophelia – Con gái của Polonius
- Laertes – Con trai của Polonius. Trong cảnh cuối cùng, anh đã đâm chết Hamlet bằng một thanh kiếm có mũi độc để trả thù cho cái chết của cha và em gái mình.

## Cốt truyện
Cốt truyện Hamlet xoay quanh nhân vật trung tâm là Hamlet, hoàng tử nước Đan Mạch, sinh viên trường Đại học Wittenberg (Đức). Chàng gặp một cảnh ngộ éo le trong gia đình: vua cha vừa chết được hai tháng thì mẹ chàng - Hoàng hậu Gertrude tái giá lấy Claudius, chú ruột của chàng. Hồn ma của vua cha hiện về báo cho chàng biết Claudius là kẻ đã giết mình để chiếm đoạt ngai vàng và Hoàng hậu, và đòi Hamlet phải trả thù. Hamlet từ đó lòng tràn đầy căm phẫn, ghê tởm và chán ghét cuộc đời. Chàng giả điên để che mắt kẻ thù, thực hiện nghĩa vụ. Còn kẻ thù của Hamlet cũng ra sức theo dõi, dò xét chàng. 
Tình hình trở nên căng thẳng hơn khi Hamlet cho mời một đoàn kịch vào hoàng cung diễn một vở kịch. Xem đến kịch cảnh một đôi gian phu dâm phụ mưu sát nhà vua, Claudius hoảng hốt bỏ về rồi vào phòng riêng cầu nguyện. Hamlet theo sát và đứng ngay sau y. Thời cơ rất thuận lợi để chàng trả thù, nhưng chàng lại không hành động. Chàng cho rằng giết hắn trong lúc hắn đang cầu nguyện để linh hồn hắn sạch tội ác, lên thiên đàng thì không thể gọi là trả thù được và như thế không tương xứng với cái chết mà cha chàng đã chịu. Claudius lập mưu trừ khử Hamlet, hắn cho hai tên tay sai Rosencrantz và Guildenstern hộ tống Hamlet sang Anh, thực hiện một nhiệm vụ đặc biệt. Trước khi Hamlet lên đường, mẹ chàng cho gọi chàng vào để nói chuyện, với ý đồ lợi dụng tình cảm mẹ con để khêu gợi Hamlet nói thật tâm trạng của mình. 
Quan đại thần Polonius, cha của Ophelia, người yêu của Hamlet nấp sẵn sau bức rèm, có nhiệm vụ theo dõi cuộc nói chuyện đó. Tuy nhiên, Hamlet luôn đề phòng và khi phát hiện bức rèm động đậy, chàng rút gươm đâm. Tiếc thay không phải là nhà vua Claudius như chàng tưởng mà là cha của người yêu của mình. Trên đường sang Anh, lợi dụng lúc hai tên tay sai của nhà vua sơ ý, Hamlet xem trộm tờ chiếu chỉ, đó là mật lệnh giao cho vua Anh phải giết ngay Hamlet. Hamlet bèn viết thay một chiếu chỉ khác, đề nghị vua Anh giết Rosencrantz và Guildenstern. 
Chàng trở về Đan Mạch tâu với vua là chàng bị bọn cướp biển bắt, rồi được chúng tha. Ophelia phần vì thất vọng với sự điên loạn của người yêu là Hamlet, phần quá đỗi đau thương trước cái chết bí ẩn của cha nên bị mất trí, lang thang và cuối cùng chết đuối. Laertes phẫn nộ trước cái chết của cha (Polonius) và được nhà vua nói cho biết Hamlet là thủ phạm, đồng thời bày ra kế hoạch để Laertes có thể trả thù được một cách êm thấm khiến Hoàng hậu không biết mà thần dân cũng không hay: tổ chức một cuộc đấu kiếm giữa Laertes và Hamlet, mũi kiếm của Laertes tẩm thuốc độc và không bịt đầu. Cẩn thận hơn, nhà vua còn chuẩn bị sẵn một cốc rượu độc để mời Hamlet uống. Hamlet không lường trước được âm mưu thâm độc của kẻ thù. Song, ngoài ý muốn của Claudius, khi Hamlet thắng điểm, Hoàng hậu lại là người uống cốc rượu đó để mừng con. Đến hiệp ba, Laertes đâm Hamlet bị thương. Đổi kiếm, Laertes lại bị Hamlet đâm trúng. Hoàng hậu ngấm rượu độc chết khiến cả triều đình sửng sốt. Laertes biết mình cũng sắp chết nên hối hận nói rõ sự thật: nhà vua Claudius là thủ phạm của âm mưu và Hamlet sẽ không thể thoát chết do đã bị trúng độc. Căm phẫn tột độ, Hamlet đã dùng mũi kiếm tẩm độc kết liễu nhà vua. Vở bi kịch kết thúc với việc Fortinbras, sau khi chinh phục được Ba Lan trở về, lên ngôi vua trị vì vương quốc Đan Mạch trong tiếng đại bác, tiếng quân nhạc tiễn đưa linh hồn Hamlet về nơi yên nghỉ.

## Ý nghĩa tác phẩm
Đánh giá về tác phẩm, nhiều nhà nghiên cứu nhận định Hamlet thực sự là một trong những bi kịch nổi tiếng nhất của lịch sử sân khấu thế giới. Trong một hình thức nghệ thuật kịch-thơ trữ tình tuyệt vời, tác phẩm phản ánh được tinh thần của thời đại với sự khủng hoảng, bế tắc của lý tưởng nhân văn chủ nghĩa. Trong sự bát nháo của một xã hội với "nhà tù", "sự bẩn thỉu", "phải hàng vạn người mới nhặt ra được một kẻ lương thiện" vẫn lóe sáng những hạt vàng của chủ nghĩa nhân văn, với nhân vật Hamlet không chỉ quan tâm đến nghĩa vụ trả thù và ngai vàng mà quan tâm hơn hết đến phẩm giá, lẽ sống và lối sống con người. Thực tế xã hội xấu xa mâu thuẫn với lý tưởng của chàng, khiến chàng phải đánh giá lại tất cả và tìm cho mình một thái độ cư xử phải đạo. 
Quá trình đánh giá thực tế và xác định đó đã gây ra trong tâm hồn Hamlet những phút đau đớn, bi quan, hoài nghi, do dự, những phút trăn trở "tồn tại hay không tồn tại" (to be or not to be), những phút "chịu đựng hay vùng lên chống lại". Cuối cùng, Hamlet đã tìm ra được chân lý đấu tranh nhưng vì đơn độc và thiếu cảnh giác nên chàng đã gục ngã vì cạm bẫy của kẻ thù. 
Ngày nay, trong văn học thế giới vẫn tồn tại khái niệm "bệnh Hamlet" chỉ thái độ suy tư, lý luận nhiều nhưng không đủ tin tưởng và dũng khí để hành động cụ thể. Nhưng dù sao chăng nữa, Hamlet cũng sống mãi trong lòng độc giả thế giới, với bi kịch của cuộc đời chàng phản ánh mâu thuẫn tất yếu của sự phát triển, của cuộc đấu tranh giữa cái đẹp và cái xấu trong tồn tại xã hội. Hamlet sẽ luôn làm nảy sinh trong lòng người muôn đời sau không chỉ tâm trạng trước nỗi buồn mà còn cả những xúc cảm thẩm mĩ, hướng họ đến những suy cảm về cái cao cả luôn hiện hữu giữa cõi đời trong đục.

## Phim chuyển thể
Có hơn chục bộ phim chuyển thể từ vở kịch Hamlet, gần đây nhất là vào năm 2009. Các phiên bản nổi bật nhất: năm 1948 của Anh, 1964 của Liên Xô và 1990 của Mỹ.